# Gobernación de Sandomierz
La gobernación de Sandomierz (en ruso: Сандомирская губерния; en polaco: gubernia sandomierska) era una unidad administrativa (gubernia) del Zarato de Polonia.
Fue creada en 1837 a partir del voivodato de Sandomierz, y tuvo las mismas fronteras y capital (Radom) del mencionado voivodato. Sus niveles más bajos de administración también permanecieron mayoritariamente sin cambios, a pesar de que fueron rebautizados de obwóds a powiats. La reforma de 1844 fusionó las gobernaciones de Sandomierz y Kielce, creando una entidad nueva, la gobernación de Radom.